# Магнетодинамика
Магнетодинамика је наука о кретању магнетизма.
Кретање магнетизма (линија магнетног поља) у колу чини магнетну струју.
Елементи магнетног кола јесу релуктор, пермеатор, резистор (отпорник), индуктор, капацитор (кондензатор), мемристор, кондуктор (проводник), реманентор, сусцептор, пермитор, жиратор, транзистор, трансформатор, изолатор, циркулатор, генератор (извор).

## Магнетно коло

### Соленоид
Соленоид се састоји од намотаја кроз којег пролази струја и магнета. Када магнет уђе у круг намотаја повећава се број линија флукса.

### Торус
Торус са гвозденим језгром
Око торусног калема налази се намотај кроз који протиче струја. Променом струје мења се магнетни флукс. Јачина струје и брзина кретања тороидалног магнетног поља проширују торус и издужују линије флукса. Магнетно поље у торусу од хомогеног, густог постаје хетерогено, ретко.
Торус са ваздушним језгром
Линије кружећи великом брзином у ваздушном језгру нестају.
Торус са магнетним језгром
Торус је кружни калем који се састоји од намотаја и магнетног језгра са унутрашњим магнетним пољем. Кроз намотај око језгра протиче струја. Сабијањем намотаја повећава се индуктивност, а раздвајањем смањује. Око намотаја торус кружи у магнетном пољу. Линије флукса кружећи великом брзином у пољу се скупљају, а торус се сужава.
Торус са магнетним ваздушним језгром
Торус са вакуумски језгром
Торус са магнетним вакуумским језгром

### Калем или завојница
Магнетно коло се састоји од магнетног језгра са два процепа кроз који се креће магнетни флукс и једног или више намотаја кроз који протиче стална струја. Струја у намагнетисаном језгру ствара магнетно поље. Стална струја ствара сталан флукс. Променљива струја ствара динамичан флукс. У језгру се креће унутрашње магнетно поље или унутрашњи флукс, око намотаја настаје статичан спољашњи флукс. Укупан флукс је једнак збиру статичног спољашњег флукса око намотаја и динамичног унутрашњег флукса у језгру и процепима.
Линије флукса излазе из језгра изнад и испод намотаја. Део линија флукса изнад додирују линије испод намотаја стварајући круг. Ова појава јесте Магнетно цурење (Magnetic leakage).
Вакуумски процеп се налази у гвозденом магнетном језгру и линије се морају кретати кроз вакуум. Због отпора на излазу неке линије не улазе у вакуумски процеп. Због отпора у вакууму линије се споро крећу. Од великог броја настаје мали број линија магнетног флукса јер се линије скупљају у вакуумском процепу унутар језгра. Ова појава јесте Магнетна празнина (Magnetic vacuum). У унутрашњем процепу густина магнетног флукса је велика.
Ако је прекид гвозденог језгра споља (ваздушни процеп), линије магнетне индукције морају кретати кроз ваздух јер се не могу прекинути. Због велике отпорност линије са закашњењем излазе из магнетног језгра. Од једне линије настају више линија флукса. Магнетне линије флукса се одбијају док пролазе кроз ваздушни процеп. Када линије флукса прелазе у ваздушни отвор оне имају тенденцију да се избоче напољу. Ова појава је позната као Магнетна граница (Magnetic fringing). Велики број линија значи повећање количине флукса, а избочење линија значи смањење густине магнетног флукса у ваздушном отвору. Фрингинг зависи од висине, ширине, дужине и пропустљивости ваздушног процепа. Да би се густина флукса смањила, дужина ваздушног процепа мора бити мања. Ефекат фрингинга може се занемарити ако је дужина ваздушног јаза врло мала у поређењу са његовом ширином.
Линије магнетног поља се искривљују ударајући у зид непропустљивог метала. Ова појава јесте Магнетно искривљење (Magnetic shielding).

## Физичке величине магнетног кола
Физичке величине
- Магнетопокретачка сила

{\displaystyle {\mathcal {F}}=\Phi {\mathcal {R}},}
- Магнетни флукс

{\displaystyle \Phi _{m}=\int \!\!\!\!\int _{S}\mathbf {B} \cdot \operatorname {d} \mathbf {S} }
- Магнетна релуктанса

{\displaystyle {\mathcal {R}}={\frac {\mathcal {F}}{\Phi }}}
или
{\displaystyle {\mathcal {R}}={\frac {l}{\mu \cdot {A}}}}
- Магнетна пермеанса

{\displaystyle {\mathcal {P}}={\frac {1}{\mathcal {R}}}}
или
{\displaystyle {\mathcal {P}}={\frac {\Phi _{B}}{NI}}}
- Магнетна резистанса

{\displaystyle P=r_{\mathrm {M} }I_{\mathrm {M} }^{2}}
- Магнетна импеданса

{\displaystyle z_{\mathrm {M} }={\frac {N}{I_{\mathrm {M} }}}={\frac {N_{\mathrm {m} }}{I_{\mathrm {Mm} }}}}
- Магнетна индуктанса

{\displaystyle x_{\mathrm {L} }=\omega L_{\mathrm {M} }}
- Магнетна капаситанса

{\displaystyle C_{\mathrm {M} }=\mu _{\mathrm {r} }\mu _{0}{\frac {S}{l}}}
- Магнетна мемристанса

{\displaystyle M(q)={\frac {\mathrm {d} \Phi _{m}}{\mathrm {d} q}}}
- Магнетна кондуктанса

{\displaystyle \Lambda =\mu \cdot {\frac {S}{l}}}
- Магнетна реманенса
- Магнетна сусцептанса

{\displaystyle {\mathcal {X}}={\frac {M}{\mathcal {H}}}}
- Магнетна пермитанса
- Магнетна реактанса

Амперов закон за магнетно коло
{\displaystyle {\mathcal {F}}=NI}
Омов закон за магнетно коло
{\displaystyle {\mathcal {F}}=\Phi {\mathcal {R}}}